# Парламентские выборы в Норвегии (1973)
Парламентские выборы 1973 года в Норвегии проходили 9 и 10 сентября. Рабочая партия осталась крупнейшей парламентской партией, получив 62 из 150 мест.
Число представителей в Стортинге было увеличено на 5, до 155 для предотвращения получения равного количества мест двух коалиций. Из новых мандатов два были добавлены в округе Осло и три в Акерсхусе.
Правительство Ларса Корвальда ушло в отставку после выборов, и его сменило второе правительство Трюгве Браттели. Таким образом, Браттели, который ушёл в отставку после референдума 1972 года, вернулся в правительственные учреждения всего через год оппозиции.

## Результаты
| Партия                                | Партия                                | Голоса    | %    | Места | +/-   |
| ------------------------------------- | ------------------------------------- | --------- | ---- | ----- | ----- |
|                                       | Рабочая партия                        | 759 499   | 35,3 | 62    | -12   |
|                                       | Консервативная партия                 | 370 370   | 17,2 | 29    | 0     |
|                                       | Христианская народная партия          | 255 456   | 11,9 | 20    | +6    |
|                                       | Социалистическая избирательная лига   | 241 851   | 11,2 | 16    | +16   |
|                                       | Партия Центра                         | 146 312   | 6,8  | 21    | +1    |
|                                       | Партия Андерса Ланге                  | 107 784   | 5,0  | 4     | новая |
|                                       | Объединённый список ЛП-ХНС            | 97 639    | 4,5  | [a]   | -     |
|                                       | Новая народная партия                 | 73 854    | 3,4  | 1     | новая |
|                                       | Либеральная партия                    | 49 668    | 2,3  | 2     | -11   |
|                                       | Объединённый список ПЦ-ЛП-ХНС         | 21 783    | 1,0  | [b]   | -     |
|                                       | Красный избирательный альянс          | 9 360     | 0,4  | 0     | новая |
|                                       | Объединённый список ХНС-КП            | 8 669     | 0,4  | [c]   | -     |
|                                       | Партия одного человека                | 5 113     | 0,2  | 0     | новая |
|                                       | Норвежская демократическая партия     | 2 125     | 0,1  | 0     | 0     |
|                                       | Список народа лапп                    | 849       | 0,0  | 0     | 0     |
|                                       | Прочие партии                         | 6         | 0,0  | 0     | -     |
| Недействительных/пустых бюллетеней    | Недействительных/пустых бюллетеней    | 3 530     | -    | -     | -     |
| Всего                                 | Всего                                 | 2 155 734 | 100  | 155   | +5    |
| Зарегистрированных избирателей / Явка | Зарегистрированных избирателей / Явка | 2 686,676 | 80,2 | -     | -     |
| Источники: Nohlen & Stöver            |                                       |           |      |       |       |

a  Объединённый партийный список ПЦ и ЛП получил 7 мест, 6 из которых выиграли центристы и одно — либералы.
b  Объединённый партийный список ПЦ, ЛП и ХНС получил 3 места, 2 из которых выиграли центристы и одно — христианские демократы.
c  Объединённый партийный список КП и ХНС не получил ни одного места.
d  Как объединённый партийный список СНП и КПН.